# The Pigeon Tunnel
The Pigeon Tunnel är en amerikansk dokumentärfilm med dramatiserade inslag från 2023. Filmen är regisserad av Errol Morris, som även skrivit filmens manus. Filmen hade premiär på Telluride Film Festival den 1 september 2023. Den kommer även visas på Toronto International Film Festival den 11 September 2023. Digital premiär ägde rum den 20 oktober 2023 på strömningstjänsten Apple TV+.

## Handling
Filmen kretsar kring David Cornwells liv mer känd under pseudonymen John le Carré. Filmen följer hans liv under sex decennier – från Kalla kriget fram till den sista intervju han gjorde. Dokumentären baseras på arkivmaterial och på självbiografin The Pigeon Tunnel: Stories from My Life.

## Medverkande (i urval)
- John le Carré
- Charlotte Hamblin – Olive Cornwell
- Alan Mehdizadeh – The Bookie
- Douglas Rankine – Rudolf Hess
- Jake Dove – David Cornwell